# Nikólaos G. Politis
Nikolaos G. Politis (1852 – 1921) va ser un filòleg grec, fundador dels estudis de folklore en la Grècia moderna.

## Biografia
Va nàixer en Calamata en 1852 i va publicar els seus primers estudis sobre folklore als tretze anys, en revistes d'Atenes. Als catorze va començar a col·laborar en la revista Pandora, on va veure la llum el seu primer article científic. Va estudiar Filosofia i Dret en la Universitat d'Atenes i en 1876 es va desplaçar, amb una beca, a Alemanya, on va completar els seus estudis. Va ser professor de Mitologia Grega i Arqueologia i col·laborador de les revistes de filologia més importants de la seua època, com Eón, Parnàs i Hestia. Va fundar en 1908 la Societat de Folklore, en 1909 la revista Laografia ('Folklore') i en 1918 l'Arxiu de Folklore, que actualment es troba en l'Acadèmia d'Atenes.
La seua visió del folklore neohel·lènic se centra en les pervivències que es donen en el mateix de les creences pròpies de la Grècia antiga, les quals donen, al seu judici, fe de la continuïtat ètnica i cultural entre els pobladors actuals del país i els d'èpoques pretèrites. Ell mateix defineix com fique «cercar (i trobar) en la Grècia moderna l'Antiguitat» (Mitologia neohel·lènica , p. 3). Politis responia així a la tesi de l'investigador alemany Jacob Philipp Fallmerayer, per a qui els grecs del segle xix tenien un fort component eslau i no podien considerar-se legítims hereus de la cultura clàssica.
La seua obra fonamental sobre el tema és Mitologia neohel·lènica, publicada en dos toms en 1871 i 1874, un tractat en el qual recorre exhaustivament les creences populars de la seua època, comparant-les amb les de la Grècia antiga i altres cultures.
Politis va fer també un notable treball de recopilació de materials tradicionals. Els seus llibres Refranys (1899-1902), Tradicions (1904), i Cançons del poble grec (selecció) (1914) constitueixen el repertori clàssic dels seus respectius camps.